# Poudre B
Poudre B je bio prvi praktični bezdimni barut stvoren 1884. Usavršen je između 1882. i 1884. u „Laboratoire Central des Poudres et Salpetres“ u Parizu, Francuska. Prvobitno nazvan "Poudre V" po imenu pronalazača, Paul Vieille, proizvoljno je preimenovan u "Poudre B" (skraćeno od poudre blanche — beli barut, za razliku od crnog baruta) da bi odvratio pažnju nemačke špijunaže.  „Poudre B“ je napravljen od 68,2% nerastvorljive nitroceluloze, 29,8% rastvorljive nitroceluloze želatinizovane etromi 2% parafina. Poudre B se sastoji od veoma malih pahuljica tankih kao papir koje nisu bele, već tamno zelenkasto sive boje. „Poudre B“ je prvi put korišćen za punjenje 8 mm Lebel patrona izdatih 1886. za Lebel pušku.

## Istorija
Nemačko-švajcarski hemičar Kristijan Fridrih Šenbajn je 1846. godine stvorio eksplozivnu supstancu nitrocelulozu, ili "guncotton", tretiranjem pamučnih vlakana mešavinom azotne i sumporne kiseline. Međutim, pokazalo se da pamuk prebrzo gori za direktnu upotrebu u vatrenom oružju i artiljerijskoj municiji. Francuski hemičar Paul Vieille je zatim sledio Šenbajnove nalaze 1882–1884 i posle mnogo pokušaja i grešaka, uspeo je da transformiše pamuk u koloidnu supstancu tako što ga je želatinirao u smeši alkohola i etra koju je potom stabilizovao amil alkoholom. Zatim je pomoću valjkastih presa transformisao ovu želatinizovanu koloidnu supstancu u izuzetno tanke listove koji su, nakon sušenja, isečeni u male ljuspice. Ovaj bezdimni barut na jednoj bazi prvobitno je nazvan "Poudre V" po imenu pronalazača. Ta denominacija je kasnije proizvoljno promenjena u „Poudre B“ kako bi se odvratila nemačka špijunaža. Originalni "Poudre B" iz 1884. je skoro odmah zamenjen poboljšanim "Poudre BF(NT)" 1887. Godine 1896. "Poudre BF(NT)" je zamenjen sa "Poudre BF(AM)", nakon čega je usledilo "Poudre BN3F" 1901. Ovaj poslednji je stabilizovan antioksidantom difenilaminom umesto amil alkohola, i davao je bezbedne i redovne performanse kao standardni francuski barut korišćen tokom Prvog svetskog rata (1914–1918). Tokom 1920-ih usledio je "Poudre BN3F (Ae)", a kasnije i "Poudre BPF1", koji je ostao u upotrebi do 1960-ih. 
Za razliku od nekih drugih zemalja, francuska vojska je od samog početka razlikovala pogonsko gorivo sa dvostrukom bazom: (savremena istraživanja pokazuju da ga je Viel otkrio već 1884-1885 i primetio njegove visoke temperature plamena koje su dovele do erozije otvora, što je dovelo francusku vojsku da zaključiti da je neprikladan za vojnu upotrebu), korišćen je samo za glatke minobacače posle 1918.  i u pomorskim topovima 330—380 mm (13—15 in) 1930-ih. 

## Proizvodnja
Proizveden je mešanjem dva oblika nitroceluloze - kolodijuma i gumpamuka u etru i alkoholu, i - nakon isparavanja - mlevenjem ostatka u male komadiće. Nitrocelulozni prah je glavni sastojak današnjih eksplozivnih mešavina, zajednički nazvanih bezdimni barut.
Glavne prednosti sivog praha u odnosu na crni prah:
- velika količina izduvnih gasova (pogonskih gasova) u odnosu na masu baruta, oko 3 puta više nego iz crnog baruta;
- mala količina naslaga, što smanjuje problem kontaminacije cevi pištolja;
- relativno sporo sagorevanje, što smanjuje pritisak u burencetu;
- prilično teško paljenje, što povećava sigurnost proizvodnje i upotrebe ovog materijala.

Nitrocelulozni prah (suprotno uvreženom verovanju) ne detonira, jer kada nije zatvoren u kućištu, brže se raspršuje nego što se zapali, pa stoga nema akumulacije praškastih para. Da biste dobili efekat eksplozije, morate priložiti barut u kućište. Zatim, zahvaljujući istim svojstvima, u prahu se stvara pravilan talas eksplozije, koji omogućava preciznu kontrolu čitavog fenomena.

## Performanse
Tri puta snažniji od crnog baruta za istu težinu, a ne stvarajući velike količine dima, Poudre B je korisniku dao ogromnu taktičku prednost. Na brzinu ga je usvojila francuska vojska 1886. godine, a nakon nekoliko godina i sve glavne vojne sile.
Pre njegovog uvođenja, odred vojnika koji gađa salve ne bi mogao da vidi svoje mete nakon nekoliko hitaca, dok bi njihova sopstvena lokacija bila očigledna zbog oblaka dima koji se nadvijao nad njima. Veća snaga novog baruta dala je veću brzinu, što je zauzvrat proizvelo ravniju putanju metka i samim tim veći domet. Takođe je zahtevao manje količine baruta i omogućavao je manji kalibar, a samim tim i lakše metke, tako da je vojnik mogao da nosi više municije. Francuska vojska je brzo predstavila novu pušku, Lebel model 1886, koja je ispaljivala novi kertridž kalibra 8 mm (0,31 in), kako bi iskoristila ove prednosti.
„Takođe, crni barut ostavlja težak talog u cevčici. U najboljim uslovima ovaj talog izaziva blagi pad tačnosti nakon što je iz puške ispaljeno od pet do pedeset hitaca bez čišćenja i kada je pokušano da se poveća brzina za smanjenjem kalibra, produžavanjem metka i povećanjem barutnog punjenja, povećanje ostatka je bilo toliko da je uništilo preciznost osim ako se otvor nije očistio nakon svakog metka." 

## Stabilnost i bezbednost
Najraniji Poudre B je imao tendenciju da na kraju postane nestabilan, što se pripisuje isparavanju isparljivih rastvarača, ali je takođe moglo biti posledica poteškoća u potpunom uklanjanju kiselina koje se koriste za pravljenje pamuka. U ranim godinama njihove upotrebe i originalni Poudre B i gumpamton doveli su do nesreća. Na primer, dva francuska bojna broda Iena i Liberte, eksplodirala su u luci Tulona 1907. i 1911. godine, uz teške gubitke života. Do kasnih 1890-ih razvijeni su sigurniji bezdimni baruti, uključujući poboljšane i stabilizovane verzije "Poudre B" (npr. Poudres BN3F i BPF1), i balistit i korditod kasnih 1880-ih. Problem pamuka ni danas nije u potpunosti rešen, jer će se povremena serija bezdimnog baruta i dalje pogoršavati, iako je to izuzetno retko.

## Spoljašnje veze
- Медији везани за чланак Poudre B на Викимедијиној остави

- „Poudre B”. chemeurope.com (на језику: енглески). Приступљено 2022-07-29.